# ヴィンシュルス
ヴィンシュルス（Winshluss、1970年 - ）は、フランスのバンド・デシネ作家(漫画家)である。

## 概要
1990年代より『ジャード』『フェライユ』などの独立系小出版社の雑誌やアンソロジーに作品を寄稿し、1999年に初の単行本『スーパー・ネグラ』を発表。『ムッシュー・フェライユ』（2001年）、『デス・クラブへようこそ』（2002年）、『パット・ブーン ハッピー・エンド』（2002年）などを経て、2009年に『ピノキオ』（2008年）でアングレーム国際漫画祭 最優秀作品賞を受賞。子供らしい造形のキャラクターと下品・俗悪な展開を組み合わせるアンダーグラウンド・コミック的な作風で、ディズニーをはじめとするアメリカの過去のコミックやアニメーションを参照することも多い。代表作『ピノキオ』は、巻頭にカルロ・コッローディの原作小説の翻案である旨が掲げられているが、幼少時にはディズニーのアニメ版『ピノキオ』に強い衝撃を受けたという。2013年には、神話を題材にした『イン・ゴッド・ウィー・トラスト』が、アングレーム国際漫画祭のオフィシャルセレクションに選ばれている。
本名のヴァンサン・パロノー名義では、アニメーション制作にも関わっている。2007年にはマルジャン・サトラピの漫画『ペルセポリス』を原作者のサトラピと共同監督でアニメーション映画化し、同年のカンヌ映画祭で批評家賞、翌年のセザール賞で最優秀新人賞と最優秀翻案賞を受けている。2011年にはサトラピの『鶏のプラム煮』を、ふたたび彼女との共同監督で実写映画化した。

## 作品

### シリーズ
- ウィズとバズ（Wizz et Buzz、2006年-2007年、2巻）

### 単巻
- 人類を絶滅させる7つの方法（7 Façons d'en Finir avec l'Humanité、1999年）
- スーパー・ネグラ（Super Negra、1999年）
- デス・クラブへようこそ（Welcome to the Death Club、2001年）
- ムッシュー・フェライユ（Monsieur Feraille、2001年）
- パット・ブーン ハッピー・エンド（Pat Boon - "Happy End"、2001年）
- スマート・モンキー（Smart Monkey、2004年）
- ピノキオ（Pinocchio、2008年）
- イン・ゴッド・ウィー・トラスト[4]（In God We Trust、2013年）
- 妖精－電気仕掛けの物語(Les Fées - An Electric Story、2014年)
- 真っ暗で不思議な森の中で(Dans la Forêt Sombre et Mystérieuse、2016年)

## 映画作品
- ペルセポリス （2007年）
- チキンとプラム 〜あるバイオリン弾き、最後の夢〜 （2011年）

※いずれもマルジャン・サトラピとの共同監督作品。

## 日本での出版
- 『ピノキオ』（原正人訳、小学館集英社プロダクション、2011年9月、ISBN 4796870970）
- 『デス・クラブへようこそ』（原正人訳、小学館集英社プロダクション、2012年9月、ISBN 4796871292）